# Gorron

Gorron este o comună în departamentul Mayenne, Franța. În 2009 avea o populație de 2,814 de locuitori.